# IC 1386
IC 1386 ist eine linsenförmige Galaxie vom Hubble-Typ E-S0 im Sternbild Steinbock auf der Ekliptik. Sie ist schätzungsweise 481 Millionen Lichtjahre von der Milchstraße entfernt. 
Das Objekt wurde am 22. August 1892 von Stéphane Javelle entdeckt.